# Asphondylia osbeckiae
Asphondylia osbeckiae är en tvåvingeart som beskrevs av Senior-white 1922. Asphondylia osbeckiae ingår i släktet Asphondylia och familjen gallmyggor. Inga underarter finns listade i Catalogue of Life.